# 愛のむち

『愛のむち』（あいのむち）は、2006年10月13日から同年12月22日までテレビ東京で放送されていたバラエティ番組。金曜日25:00-25:30（土曜日午前1:00-1:30）放送。司会はビビる大木と俳優の沢村一樹。沢村にとってテレビ東京系では初のレギュラー番組だった。後番組はほしのあきとブラザートムが司会する『マニアの叫び』である。

## 番組概要
メインゲストに更に輝いてもらう為、愛ある批評家達が熱い議論を繰り広げる。但し、メインゲストは会議中は一切言葉を発する事は許されず、会議終了後に一言だけ感想を言える。
司会の沢村と大木の他にインリン・オブ・ジョイトイが書記として参加しているが、この番組ではゲスト同様一言も発せず、寝そべってパソコンに打ち込んで発言をする。
批評家は週替わりの予定だったが、女装作家として出演したマツコ・デラックスのみすべての回に出演した。

## ネット局と放送時間
- テレビ東京（制作局）
- TVQ九州放送（水曜日25:08-25:38）
- テレビ愛知（土曜日25:15-25:45）
- テレビ大阪

| テレビ東京 金曜25:00枠 | テレビ東京 金曜25:00枠 | テレビ東京 金曜25:00枠 |
| 前番組                 | 番組名                 | 次番組                 |
| ---------------------- | ---------------------- | ---------------------- |
| 仁義換金               | 愛のむち               | マニアの叫び           |

| スタブアイコン | サブスタブ | この項目は、まだ閲覧者の調べものの参照としては役立たない、テレビ番組に関連した書きかけの項目です。この項目を加筆・訂正などしてくださる協力者を求めています（P:テレビ/PJ:放送または配信の番組）。 |